# Guillermo Vilas
Guillermo Vilas (Mar del Plata, 17 agosto 1952) è un ex tennista argentino.
È il tennista con il maggior numero di vittorie su terra battuta nell'era open con 681 partite vinte, il sesto tennista con il maggior numero di partite vinte, 951, e il nono per numero di titoli ATP vinti, 62. Ha vinto 4 tornei del Grande Slam e 1 ATP Finals. È stato nº 1 del Grand Prix, circuito ufficiale dell'ITF, nelle stagioni 1974, 1975 e 1977. La rivista World Tennis, l'Agence France-Presse e l'autore Michel Sutter, tra le altre classifiche specializzate, lo hanno catalogato come nº 1 mondiale dell'anno 1977. Arrivò al nº 2 del ranking ATP il 30 aprile 1975, posizione che occupò per 83 settimane. È stato inserito nell'International Tennis Hall of Fame nel 1991.

## Biografia

### 1970-1973: primi anni
Apparso nel circuito come dilettante fin dal 1969, la sua carriera professionistica inizia l'anno seguente. Nei primi anni di carriera ottiene scarso successo. Nel 1970 partecipa per la prima volta a un torneo del Grande Slam sull'erba di Wimbledon, ma la sua breve avventura termina al primo turno contro l'indiano Premjit Lall.
Dopo un 1971 completamente in ombra l'anno seguente raggiunge il terzo turno all'Open di Francia; viene nuovamente eliminato al primo turno a Wimbledon e al secondo dell'US Open. Tra gli Slam di Londra e New York riesce a raggiungere la prima finale della sua carriera al Cincinnati Open 1972 contro Jimmy Connors, perdendola però per 6-3, 6-3. In fine di stagione raggiunge nuovamente la finale al torneo casalingo di Buenos Aires, perdendo in cinque set contro il tedesco Karl Meiler.
Nel 1973, dopo alcuni piazzamenti di rilievo, vince il suo primo torneo professionistico a novembre a Buenos Aires, battendo Björn Borg nella finale.

### 1974-1976: scalata al vertice
Il 1974 è l'anno dei primi grandi successi, in luglio vince due tornei consecutivi a Gstaad (su Manuel Orantes) e Hilversum, poi raggiunge anche la finale a Washington perdendo per mano di Harold Solomon. Il mese successivo vince a Louisville e Montréal e a fine anno vince anche a Teheran e Buenos Aires. Conclude la stagione con la vittoria nel Masters di fine anno (alla sua prima apparizione) superando quasi tutta l'élite del tennis mondiale: Björn Borg, Onny Parun, John Newcombe, Raúl Ramírez e in finale Ilie Năstase. Chiude l'anno al quinto posto del ranking mondiale.
Il 1975 inizia con una serie di prestazione deludenti e solo a maggio, con l'inizio della stagione sulla terra battuta (superficie preferita dell'argentino), arriva il primo successo a Monaco di Baviera. All'Open di Francia disputa un grande torneo ma in finale non può nulla contro il re della terra battuta Björn Borg che lo sconfigge nettamente in tre set. A Wimbledon raggiunge i quarti di finale perdendo contro Roscoe Tanner. In estate vince a Hilversum, a Washington e a Louisville. Nell'ultimo slam di stagione arriva in semifinale perdendo contro Manuel Orantes. Nel finale di stagione vince per la terza volta il torneo di Buenos Aires e nel Master di fine anno è sconfitto in semifinale da Ilie Năstase. Chiude l'anno al numero due della classifica mondiale.
Come l'anno precedente anche nel 1976 i risultati di rilievo arrivano con l'inizio dei tornei sulla terra battuta. Agli internazionali d'Italia perde in finale contro Adriano Panatta e all'Open di Francia dopo aver superato Belus Prajoux e Corrado Barazzutti viene eliminato da Harold Solomon. A Wimbledon riesce a eliminare lo specialista delle superfici veloci Tony Roche ma nei quarti di finale si deve arrendere a Borg. Dopo Londra vince a Montréal e raggiunge la semifinale all'US Open (battuto da Jimmy Connors), poi si aggiudica i tornei di San Paolo e Buenos Aires e arriva in semifinale al Masters perdendo contro Wojciech Fibak. Chiude l'anno al sesto posto della classifica mondiale.

### 1977: l'anno dei record
Vilas inizia il 1977 partecipando all'Australian Open (che in quell'anno si tenne due volte, a gennaio e dicembre). Il torneo in quel periodo fu caratterizzato dalle defezioni di quasi tutti i top player, per questo Vilas riuscì a raggiungere la finale (su erba, superficie a lui sfavorita) perdendo contro Roscoe Tanner, unico giocatore di rilievo incontrato durante il torneo.
A febbraio vinse il suo primo torneo a Springfield, poi in marzo arrivò in finale a Nizza perdendo contro Borg, il mese successivo vinse a Buenos Aires e a Virginia Beach in preparazione al Roland Garros. A Parigi riesce a vincere il suo primo torneo del grande slam approfittando dell'assenza del grande favorito Borg e superando con grande autorevolezza Wojciech Fibak, Raúl Ramírez e Brian Gottfried perdendo un solo set in tutto il torneo.

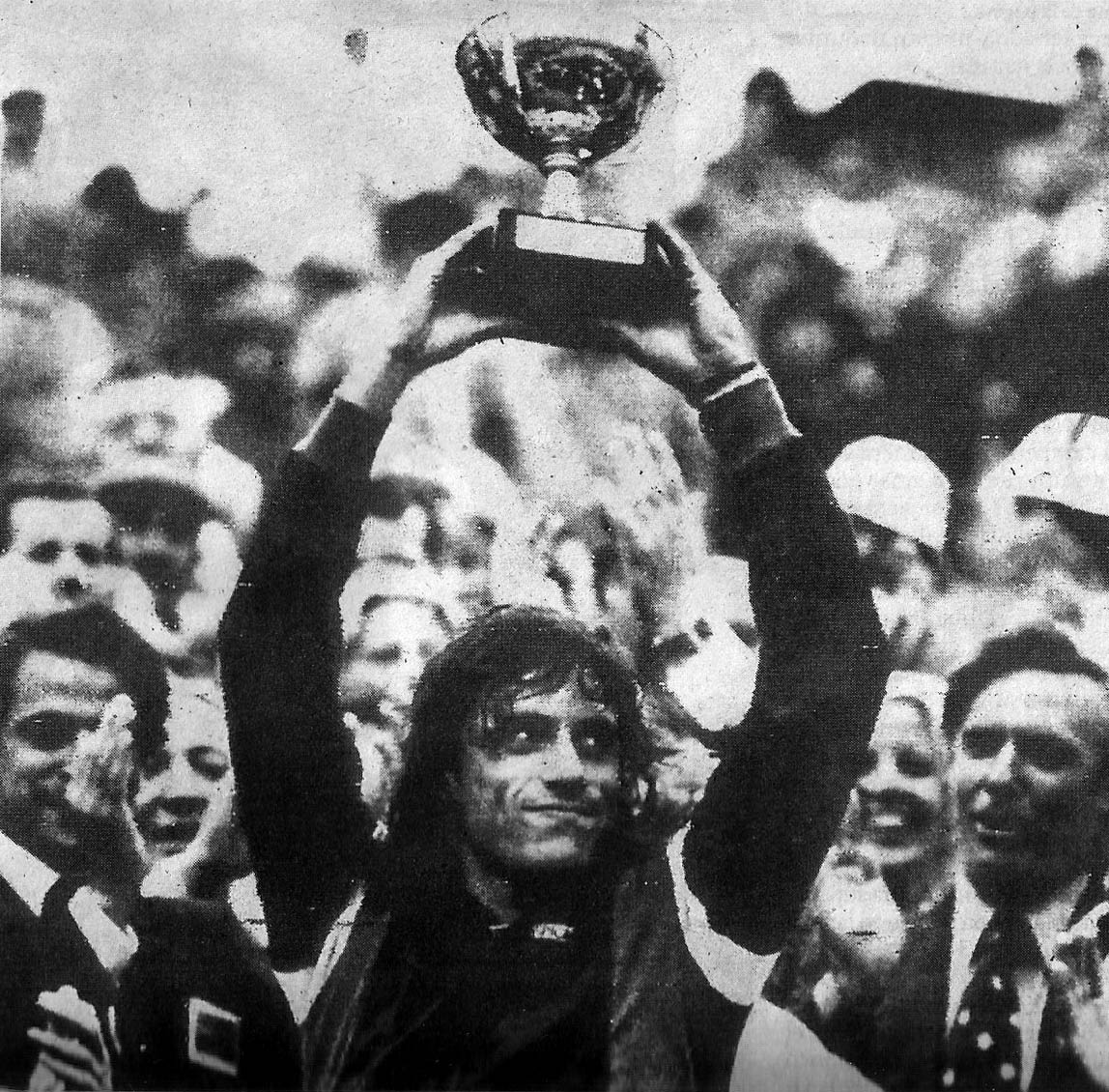
Vilas dopo il trionfo in singolare al Roland Garros 1977

Dopo il trionfo di Parigi non riuscì a ripetersi al torneo di Wimbledon, in cui fu eliminato al terzo turno. Dopo lo slam londinese Vilas infilò una serie di vittorie in tornei di alto livello; a luglio in quattro settimane vinse altrettanti tornei: a Kitzbühel battendo Jan Kodeš in finale, a Washington contro Brian Gottfried, Louisville su Eddie Dibbs e infine a South Orange contro Roscoe Tanner. Dopo una settimana di pausa proseguì la striscia vincente a Columbus, ancora contro Gottfried e soprattutto agli US Open 1977 si impose superando nell'ordine Santana, Mayer, Amaya e Higueras nei primi turni. Poi il semisconosciuto Raymond Moore nei quarti, Harold Solomon in semifinale e soprattutto il numero 1 della classifica mondiale Jimmy Connors in finale. Durante il torneo ha vinto 106 games lasciandone agli avversari solo 41, stabilendo quindi un record di games vinti pari al 72,1%.
Dopo la vittoria di New York si prende due settimane di pausa e si ripresenta a Parigi Bercy vincendo il settimo torneo consecutivo ed estendendo la sua striscia vincente a 42 partite consecutive. La settimana successiva arriva in finale all'Aix-en-Provence Open ma si ritira sul punteggio 1-6, 5-7 in favore di Ilie Năstase in segno di protesta contro l'uso da parte del rumeno della controversa racchetta con incordatura spaghetti (che infatti verrà bandita poco dopo quella partita), mettendo fine alla sua striscia record di 46 vittorie consecutive.
Dopo la sconfitta per ritiro contro Năstase si impone in sequenza nei tornei di Tehran, Bogotá, Santiago, Buenos Aires e Johannesburg, infilando una nuova sequenza di 26 vittorie consecutive. Al masters di fine anno sconfigge Manuel Orantes e Jimmy Connors nel girone e viene dichiarato vincitore per walkover anche contro Eddie Dibbs (i walkover non vengono conteggiati come vittorie) portando a 28 la sua striscia vincente che tuttavia verrà interrotta in semifinale da Björn Borg per 6-3, 6-3. Nonostante i risultati da record chiude l'anno al secondo posto del ranking mondiale per l'ATP, con un bilancio di 145-15, dando origine a delle controversie sulla gestione dei punti per la classifica.
A fine stagione i record stabiliti sono molteplici, oltre alla striscia di 46 vittorie consecutive su qualsiasi superficie ha stabilito anche il record di 53 vittorie consecutive sulla terra battuta. Inoltre ha vinto sedici tornei ATP (record), di cui quattordici sulla terra battuta (record) e vinto 145 partite in una sola stagione (record, includendo anche i match non ufficiali).

### 1978-1983: al vertice
Nel 1978 vince due tornei sulla terra battuta ad Amburgo e Monaco di Baviera in preparazione all'Open di Francia, in cui deve difendere il titolo conquistato l'anno prima. Nel torneo supera il giovane talentuoso Noah e il vecchio campione Ashe nei primi turni. Poi supera Hans Gildemeister e Dick Stockton e in finale affronta il grande assente dell'edizione precedente Borg, uscendone nettamente sconfitto in tre set. A Wimbledon arriva al terzo turno e all'US Open al quarto. Nell'ultimo slam stagionale approfitta della povertà del tabellone per imporsi nel torneo su erba superando Tony Roche, Hank Pfister e John Marks. Nel corso della stagione vince anche a Gstaad, South Orange, Aix-en-Provence e Basilea. Non partecipa al Masters di fine anno e chiude al terzo posto del ranking mondiale.
Il 1979 inizia con due finali ravvicinate nel mese di gennaio, la prima a Hobart in cui si impone su Mark Edmondson e la seconda a Richmond in cui però si arrende a Björn Borg. In marzo raggiunge la finale a Stoccarda ma perde contro Fibak. A maggio in preparazione al Roland Garros raggiunge la finale a Roma ma viene sorprendentemente battuto in cinque set da Vitas Gerulaitis. Anche a Parigi viene inaspettatamente battuto da Víctor Pecci. Dopo diversi mesi di astinenza riesce a vincere nuovamente un torneo in luglio a Washington, prendendosi la rivincita contro Pecci. Il mese successivo perde in finale a Indianapolis contro Connors e poi a fine anno si aggiudica per la settima volta in carriera il torneo di Buenos Aires. In Australia difende con successo il suo titolo all'Australian Open, conquistando contro John Sadri il quarto e ultimo titolo nel grande slam della sua carriera. Nel Masters di fine anno viene eliminato nel girone eliminatorio con un bilancio di una vittoria (Gerulaitis) e due sconfitte (Solomon e McEnroe), a fine anno è numero 6 della classifica mondiale.

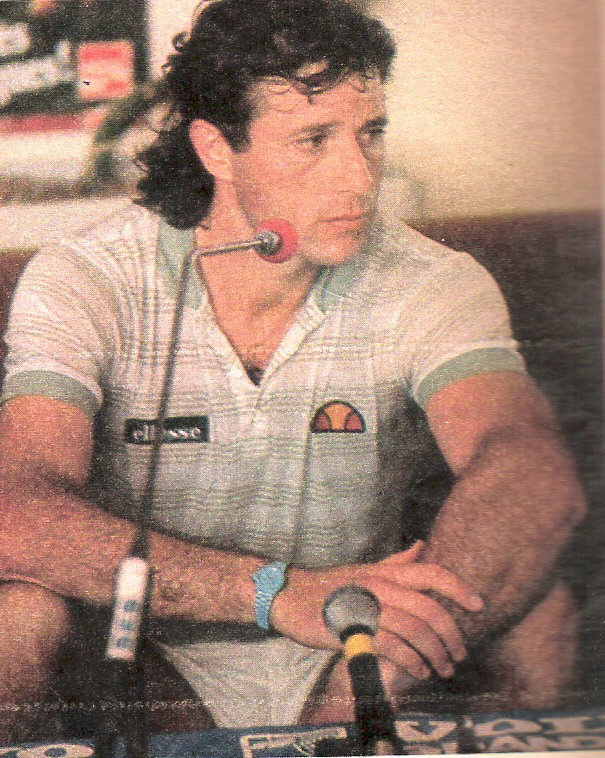
Vilas durante una conferenza stampa nel 1983

Nel 1980 continua a essere uno dei giocatori di riferimento del circuito, aggiudicandosi per la prima volta gli Internazionali d'Italia a Roma (su Yannick Noah), Kitzbühel (su Ivan Lendl) e Palermo (su Paul McNamee). Inoltre raggiunge le finali di Monte Carlo (battuto dall'eterna bestia nera Borg), Amburgo (sconfitto da Harold Solomon), Madrid (José Luis Clerc) e Barcellona (Lendl). Per quanto riguarda il Grande Slam il risultato migliore lo ottiene all'Australian Open, in cui era campione delle ultime due edizioni, eliminato in semifinale da Kim Warwick dopo aver sconfitto il giovane e promettente Pat Cash, futuro specialista dei campi d'erba. All'Open di Francia approda nei quarti di finale ma si deve arrendere a Solomon, a Londra non partecipa e a New York esce per mano di Wojciech Fibak al quarto turno. Nel Masters di fine stagione vince contro Solomon ma perde contro Connors e Lendl venendo eliminato al termine della prima fase. Chiude l'anno al quarto posto della classifica mondiale.
Il 1981 inizia con grandi risultati, nei primi quattro mesi dell'anno vince tre tornei (Mar del Plata, Cairo e Houston) e approda in finale anche a Boca Raton (battuto da John McEnroe) e Monte Carlo (in cui la finale con Connors verrà interrotta, i due si spartiranno il premio in palio). Tuttavia il resto della stagione si rivela deludente, soprattutto nei tornei del grande slam in cui non brilla in nessuno dei quattro appuntamenti: all'Open di Francia e all'US Open arriva al quarto turno, in Australia al terzo turno e invece a Wimbledon viene eliminato alla prima partita. Nel finale di stagione arriva in finale anche a Barcellona e Buenos Aires ma le perde entrambe per mano di Lendl. Nel Masters di fine stagione viene eliminato al termine della prima fase avendo vinto solo contro Clerc. Chiude l'anno al quarto posto della classifica mondiale.
Il 1982 è l'ultimo anno da grande protagonista; nella prima parte di stagione si aggiudica nel giro di poche settimane i tornei di Buenos Aires, Rotterdam e Milano (gli ultimi due contro Connors nelle finali). Ad aprile vince a Monte Carlo contro Lendl e il mese successivo supera nuovamente Lendl nella finale di Madrid. All'Open di Francia disputa la sua ottava e ultima finale in un torneo del grande slam (la quarta a Parigi) perdendo contro il giovanissimo debuttante Mats Wilander; lungo il torneo aveva eliminato Yannick Noah e José Higueras. Dopo Wimbledon (a cui non partecipa) vince a Boston e Kitzbühel raggiungendo anche la finale a Gstaad. A New York perde in quattro set la semifinale contro Jimmy Connors e non partecipa all'Australian Open. Nel Masters di fine anno supera nella prima partita Andrés Gómez ma viene a sua volta superato nel turno successivo da John McEnroe. Chiude l'anno al quarto posto della classifica mondiale.
Nel 1983 i suoi risultati subiscono una considerevole flessione, in febbraio vince due tornei World Championship Tennis consecutivi a Richmond e Delray Beach e il mese successivo viene sconfitto in finale da Lendl a Hilton Head e da Mayer a Rotterdam. A Parigi viene eliminato da Higueras nei quarti di finale mentre negli altri slam di stagione non impressione venendo eliminato al primo (Wimbledon) e terzo (New York) turno. In luglio vince l'ultimo torneo della sua carriera a Kitzbuhel contro Henri Leconte. Chiude l'anno all'undicesimo posto del ranking, per la prima volta dal 1973 fuori dalla top ten.

### 1984-1989: fine carriera
A partire dal 1984 Vilas esce dal giro dei protagonisti del tennis mondiale, sprofondando sempre più in classifica: 28º nel 1984, 39º l'anno successivo. Nel 1986 ottiene gli ultimi risultati della carriera raggiungendo la finale a Forest Hills contro Yannick Noah e i quarti di finale all'Open di Francia, battuto da Johan Kriek. Nel 1988 chiude la stagione per la prima volta fuori dalla top-100 e l'anno successivo si ritira, in quel momento era posizionato al numero 408 della classifica mondiale.

## Stile e caratteristiche tecniche

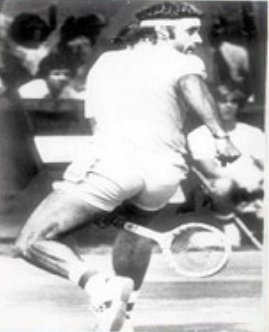
Vilas esegue il colpo Gran Willy nel 1978

Vilas si può considerare a pieno titolo uno dei primi seguaci del contemporaneo Björn Borg. L'argentino amava giocare da fondo campo scendendo molto raramente a rete e privilegiava i colpi di rimbalzo; giocatore mancino, abilissimo sulla terra rossa (non a caso deteneva fino al 2006 il record di 53 vittorie consecutive su questa superficie, record battuto da Rafael Nadal), si differenziava tuttavia dalla maggior parte dei regolaristi per il suo uso del rovescio a una sola mano, contrariamente alla maggior parte dei giocatori di fondo campo che imitavano Borg e Connors nel loro rovescio a due mani. Queste caratteristiche unite alla grande resistenza e prestanza fisica, dovuta ad allenamenti costanti faticosi e intensi, gli consentirono di vincere molte partite lunghe sfruttando la migliore condizione fisica nel finale rispetto all'avversario.
Viene considerato l'inventore dello spettacolare colpo in cui il tennista spalle alla rete colpisce la pallina facendo passare la racchetta tra le gambe (tweener). Lui stesso coniò il nome di Gran Willy per questo colpo.

## Statistiche e record
Vilas è stato il primo giocatore ad avere raggiunto le novecento vittorie da professionista e in carriera ha vinto un totale di 920 incontri su 1201 disputati. Risulta al quarto posto della classifica dei tennisti con il maggior numero di vittorie dopo Connors (1243), Federer (1229), Lendl (1071) e Nadal (967).
Nel suo palmarès si contano 62 tornei, tra cui 4 prove del Grande Slam.
Al Roland Garros l'argentino ha raggiunto la finale in altre 3 occasioni: nel 1975 e nel 1978 fu battuto da Björn Borg mentre nel 1982 fu fermato da un giovanissimo Mats Wilander; proprio quella del 1982 è stata la finale del Roland Garros più lunga della storia, essendo durata quattro ore e quarantadue minuti.
La vera sfortuna di Vilas fu vivere il suo momento migliore negli anni di dominio di Borg, come altri tennisti di quel tempo del resto. È opinione comune, infatti, che senza la presenza dello svedese, l'argentino avrebbe potuto vincere sicuramente più dell'unico titolo a Parigi conquistato. Non a caso nelle finali del 1975 e 1978 venne fermato proprio da Borg. Con il ritiro di quest'ultimo il Poetino (questo il soprannome di Vilas in Italia) ebbe un'ultima volta la possibilità di tornare sul trono degli open di Francia, ma stavolta a batterlo fu un altro, giovanissimo svedese (appena diciassette anni): Mats Wilander, erede diretto di Borg.
Detiene il record di vittorie consecutive su ogni superficie dell'Era Open con una striscia di 46 realizzata nel 1977, interamente su terra, e interrotta da Ilie Năstase nella famosa finale del torneo di Aix-en-Provence.

## Polemica per il n. 1 in classifica mondiale ATP
Nonostante la serie straordinaria di vittorie nel 1977 non diventerà numero 1 del mondo a causa del sistema di conteggio dei punti, che l'ATP si è sempre rifiutata di rivedere. Alla fine del 2014 il giornalista argentino Eduardo Puppo insieme al matematico rumeno Marian Ciulpan ha consegnato un rapporto dettagliato con oltre 1.200 schede nel periodo 1973-1978, in cui si conclude che Vilas aveva i punti e la media abbastanza per diventare numero 1 scavalcando Connors non nel 1977, ma per cinque settimane nel 1975, a partire dal 22 settembre, e durante le due prime settimane del 1976. I documenti furono acquisiti dall’ATP, e sebbene non fosse confutato, il numero 1 di Vilas non fu formalizzato in prima istanza. Il rapporto è attualmente in fase di studio da parte dell'ATP.

## Vita privata
Risiede nel principato di Monaco con la moglie, che è la thailandese Phiangphathu Khumueang, sposata nel 2005 e i loro quattro figli: tre femmine e un maschio. Nel 1982 fu fidanzato con Carolina di Monaco: il loro rapporto fu descritto e documentato dai paparazzi sui principali giornali di cronaca rosa del mondo. Dal 2020 Vilas ha perso quasi totalmente la facoltà mnemonica per una malattia neurodegenerativa.

## Finali del Grande Slam (8)

### Vinte (4)
| Anno | Torneo              | Avversario in finale | Punteggio          |
| 1977 | Open di Francia     | Brian Gottfried      | 6–0, 6–3, 6–0      |
| 1977 | US Open             | Jimmy Connors        | 2–6, 6–3, 7–6, 6–0 |
| 1978 | Australian Open     | John Marks           | 6–4, 6–4, 3–6, 6–3 |
| 1979 | Australian Open (2) | John Sadri           | 7–6, 6–3, 6–2      |

### Perse (4)
| Anno | Torneo                    | Avversario in finale | Punteggio          |
| 1975 | Open di Francia           | Björn Borg           | 6–2, 6–3, 6–4      |
| 1977 | Australian Open (gennaio) | Roscoe Tanner        | 6–3, 6–3, 6–3      |
| 1978 | Open di Francia (2)       | Björn Borg           | 6–1, 6–1, 6–3      |
| 1982 | Open di Francia (3)       | Mats Wilander        | 1–6, 7–6, 6–0, 6–4 |

## Risultati nel Grande Slam
| Torneo           | 1970 | 1971 | 1972 | 1973 | 1974 | 1975 | 1976 | 1977 | 1977 | 1978 | 1979 | 1980 | 1981 | 1982 | 1983 | 1984 | 1985 | 1986 | 1987 | 1988 | 1989 | SR     | W–L    |
| ---------------- | ---- | ---- | ---- | ---- | ---- | ---- | ---- | ---- | ---- | ---- | ---- | ---- | ---- | ---- | ---- | ---- | ---- | ---- | ---- | ---- | ---- | ------ | ------ |
| Australian Open  | A    | A    | A    | A    | A    | A    | A    | F    | A    | W    | W    | SF   | 3R   | A    | A    | A    | A    | NH   | A    | A    | A    | 2 / 5  | 23–3   |
| Open di Francia  | A    | A    | 5R   | 3R   | 3R   | F    | QF   | W    | W    | F    | QF   | QF   | 4R   | F    | QF   | 1R   | 2R   | QF   | 2R   | 2R   | 1R   | 1 / 18 | 58–17  |
| Wimbledon        | 1R   | A    | 1R   | A    | 3R   | QF   | QF   | 3R   | 3R   | 3R   | 2R   | A    | 1R   | A    | 1R   | A    | A    | 1R   | A    | A    | A    | 0 / 11 | 15–11  |
| US Open          | A    | A    | 2R   | 1R   | 4R   | SF   | SF   | W    | W    | 4R   | 4R   | 4R   | 4R   | SF   | 3R   | 3R   | 2R   | 1R   | A    | A    | A    | 1 / 15 | 43–14  |
| W–L              | 0–1  | 0–0  | 5–3  | 2–2  | 7–3  | 15–3 | 13–3 | 21–2 | 21–2 | 17–3 | 14–3 | 10–3 | 8–4  | 11–2 | 6–3  | 2–2  | 2–2  | 4–3  | 1–1  | 1–1  | 0–1  | 4 / 49 | 139–45 |
| Year-End Ranking | –    | –    | –    | 31   | 5    | 2    | 6    | 2    | 2    | 3    | 6    | 4    | 4    | 4    | 11   | 28   | 39   | 22   | 71   | 126  | 408  |        |        |